# Festa Major de l'Esquerra de l'Eixample
La Festa Major de l'Esquerra de l'Eixample se celebra els últims dies de setembre i la primera setmana d'octubre a l'Esquerra de l'Eixample, un dels cinc barris del districte de l'Eixample de Barcelona. S'hi destaquen la trobada gegantera i de capgrossos, les ballades i les demostracions de danses populars catalanes, un gran correfoc, àpats populars, concerts, xerrades, competicions esportives, tallers i espectacles d'animació infantil, la tradicional trobada de puntaires, etc.

## Actes destacats
- Trobada de gegants i capgrossos. Transeixample. La imatgeria festiva popular té una jornada de protagonisme dins el programa festiu de l'Esquerra de l'Eixample. Aquell dia s'apleguen gegants i capgrossos de la ciutat i de fora i fan una cercavila pels carrers del barri.[1]
- Trobada de puntaires. Gairebé mig miler de puntaires barcelonins i de les comarques veïnes participen cada any en una trobada a l'avinguda de Roma, on els assistents poden admirar les filigranes fetes a mà i fins i tot adquirir-ne alguna.[1]
- Correfoc. La Colla de Diables de l'Esquerra Infernal capitaneja el gran correfoc de la festa, que recorre els carrers principals del barri. L'espectacle es divideix en dues parts: la infantil –amb els Diablons de la colla– i l'adulta.[1]
- Sardanes i ballets. El programa festiu inclou cada any una ballada de sardanes oberta als veïns del barri, amb la música de la cobla convidada. També es poden veure més danses tradicionals de casa nostra en l'espectacle dels Ballets de Catalunya, entitat dedicada a la recuperació i la difusió de balls populars catalans.[1]
- Activitats infantils. La festa major de l'Esquerra de l'Eixample té especialment en compte els més petits. Tant, que ha arribat a presentar un programa infantil paral·lel, amb activitats ben diverses: campionats esportius, taller de treballs manuals, contes, exposicions, xerrades i, fins i tot, un correfoc.[1]